# Rancagua
Rancagua è una città e sede vescovile situata nella parte centrale del Cile. È la capitale della regione del Libertador General Bernardo O'Higgins (o Sesta regione) e della provincia di Cachapoal e conta 230 000 abitanti circa. La città costituisce un'area metropolitana, insieme alle vicine località di Machalí e Gultro (comune di Olivar), con una popolazione totale di 236 363 abitanti.
La città è famosa nella storia cilena per essere stata teatro della battaglia di Rancagua nel 1814, quando le forze cilene combatterono contro la Spagna per l'indipendenza e furono sconfitte dando inizio al periodo storico noto come Reconquista.
È diventata un importante centro culturale e turistico della regione del Libertador General Bernardo O'Higgins, principalmente per i vigneti che si trovano nei dintorni e per il casinò.
La città è collegata alla capitale Santiago tramite la Panamericana (Ruta 5 Sur).

## Relazioni internazionali
La città di Rancagua ha stretto diversi gemellaggi con alcune città del mondo, così come ha firmato diversi accordi di cooperazione economica e culturale. Alcune delle città con cui Rancagua intrattiene rapporti di questo tipo sono:
- San Fernando
- Mendoza
- Pergamino
- Rancagua
- Curitiba
- Tongzhou
- Paju
- Logroño
- Miajadas
- Bergen
- Bielsko-Biała
- San Francisco

Dal 2002 Rancagua fa anche parte delle Mercociudades, la rete dei comuni del Mercosur.